# Darlan Romani
Darlan Romani (* 9. April 1991 in Concórdia, Santa Catarina) ist ein brasilianischer Leichtathlet, der sich auf die Disziplin Kugelstoßen spezialisiert hat und in dieser Inhaber der Kontinentalrekorde im Freien und in der Halle ist. 2022 gelang ihm mit dem Sieg bei den Hallenweltmeisterschaften der größte Erfolg seiner sportlichen Karriere. Romani ist mehrfacher Südamerikameister.

## Sportliche Laufbahn
Darlan Romani sammelte 2009 erste internationale Erfahrung im Kugelstoßen, als er in der Heimat für die Teilnahme an den U20-Südamerikameisterschaften qualifiziert war. Dabei zog er in das Finale ein und gewann schließlich die Silbermedaille. 2010 stieß er die Kugel über die Marke von 19 Metern hinaus. Im Juni gewann er die Silbermedaille bei den Brasilianischen U20-Meisterschaften, bevor er einen Monat später bei den U20-Weltmeisterschaften im kanadischen Moncton an den Start ging. Auch dort zog er in das Finale ein und landete am Ende mit einer Weite von 18,58 m auf dem siebten Platz. 2011 stieg er in die Altersklasse der Erwachsenen auf und erzielte im November seine Saisonbestleistung von 18,46 m. Zudem siegte er bei den U23-Meisterschaften seines Heimatlandes. 2012 wurde er erstmals Brasilianischer Meister im Kugelstoßen. Seitdem gewann er insgesamt fünf weitere Titel (2013–2014, 2017–2019). Ende September stieß er die Kugel bei seiner zweiten Titelgewinn bei den U23-Meisterschaften auf eine Weite von 20,48 m und stellte damit einen neuen Nationalrekord auf. Seitdem verbesserte er diesen kontinuierlich. Ende September trat er in São Paulo bei den U23-Südamerikameisterschaften an und konnte die Goldmedaille gewinnen.
2013 trat Romani erstmals bei den Südamerikameisterschaften an und konnte auf Anhieb die Silbermedaille gewinnen. Im März 2014 nahm er, ebenfalls zum ersten Mal, für Brasilien an den Südamerikaspielen teil. Er zog in das Finale ein und gewann mit einem Stoß auf 1996, ebenfalls die Silbermedaille. Im letzten Wettkampf der Saison steigerte er sich auf eine Weite von 20,84 m. Anfang April 2015 folgte eine erneute Verbesserung auf 20,90 m. Im Juni nahm er in Lima zum zweiten Mal an den Südamerikameisterschaften teil und gewann zum zweiten Mal die Silbermedaille. Einen Monat später nahm er zum ersten Mal an den Panamerikanischen Spielen teil und zog auch dort in das Finale ein, das er als Sechster beendete. Im August feierte er in Peking seine Premiere bei Weltmeisterschaften. Dort genügten seine 19,86 m aus der Qualifikation nicht um in das Finale einziehen zu können. Im Oktober gewann er die Goldmedaille bei den Militärweltspielen in Mungyeong. 2016 nahm Romani im März an den Hallenweltmeisterschaften in Portland teil, verpasste als 18. allerdings den Einzug in das Finale. Später trat er vor heimischer Kulisse bei den Olympischen Sommerspielen in Rio de Janeiro an. Nachdem er bereits in der Qualifikation seinen eigenen Nationalrekord auf 20,94 m steigerte, bedeutete sein Finaleinzug die erste Teilnahme eines Brasilianers seit Antonio Pereira Lira, der 1936 bei den Olympischen Spielen in Berlin das Finale erreichte. Im Finale stieß Romani dann erstmals über die Marke von 21 Metern und beendete den Wettkampf schließlich als Fünfter.
2017 stieß er Anfang Juni die Kugel auf 21,82 m und stellte damit einen neuen Südamerikarekord auf. Ende des Monats nahm er in Paraguay an seinen dritten Südamerikameisterschaften teil und konnte sich dabei erstmals zum Südamerikameister krönen. Im August nahm er in London zum zweiten Mal an den Weltmeisterschaften teil. Auch dort blieb er, wie zwei Jahre zuvor in Peking, deutlich hinter seiner Bestleistung zurück und schied vorzeitig aus. 2018 trat er in Birmingham zum zweiten Mal bei den Hallenweltmeisterschaften an. Diesmal zog er in das Finale ein, in dem er mit 21,37 m einen neuen Kontinentalrekord für Südamerika aufstellte. Damit verpasste er als Vierter die Medaillenränge nur knapp. Im September gewann er im Kugelstoßen beim Continentalcup in Ostrava. Eine Woche später erreichte er die Marke von 22 Metern und gehört damit zu dem kleinen Kreis von Athleten, die diese Marke übertreffen konnten.
2019 stieß er die Kugel in Palo Alto auf eine Weite von 22,61 m. Insgesamt verbesserte er sich dreimal während des Wettkampfes und rückte mit dieser zu jenem Zeitpunkt auf den zehnten Platz der Allzeit-Bestenliste vor. Im Mai verteidigte er in Lima bei den Südamerikameisterschaften erfolgreich seinen Meistertitel. Später im August startete er am selben Ort erneut bei den Panamerikanischen Spielen an. Im Finale siegte er, trotz Halsentzündung, und stellte mit 22,07 m zudem einen neuen Rekord bei Panamerikanischen Spielen auf. Anfang Oktober trat er schließlich in Doha bei den Weltmeisterschaften an. Diesmal gelang ihm bei seiner dritten WM-Teilnahme der Einzug in das Finale, in dem sich schließlich die knappste Entscheidung im Laufe der WM-Geschichte des Kugelstoßen ergab. Nachdem Romani zwischenzeitlich auf dem Silberrang gelegen war, wurde er später nach auf den vierten Platz verdrängt. Mit seiner besten Weite von 22,53 m wäre er aus jedem vorherigen WM-Finale als Sieger hervorgegangen. Später im Oktober gewann er seine zweite Goldmedaille bei den Militärweltspielen.
2021 qualifizierte sich Romani für seine zweite Teilnahme an den Olympischen Sommerspielen. Im Laufe der Saison hatte er nicht die Möglichkeit an seine Leistungen aus dem Jahr 2019 heranzukommen. In Tokio erreichte er dann sicher das Finale. Darin stellte er mit 21,88 m seine Saisonbestleistung auf und belegte damit, wie bei den Weltmeisterschaften in Doha, den vierten Platz, wenngleich diesmal der Abstand zur Bronzemedaille erheblich größer war. Im Februar 2022 trat er zum ersten Mal bei den Hallensüdamerikameisterschaften an und gewann die Goldmedaille, nachdem er seinen eigenen Kontinentalrekord auf 21,71 m steigerte. Einen Monat später startete er bei den Hallenweltmeisterschaften in Belgrad. In seinem dritten Versuch stieß er die Kugel mit 22,53 m zu einem neuen Weltmeisterschaftsrekord, konnte seinen eigenen Südamerikarekord in der Halle um 82 cm verbessern und zudem den Topfavoriten, Ryan Crouser aus den USA, noch überflügeln. Mit dem Gewinn der Goldmedaille feierte er seinen größten sportlichen Erfolg. Im Juli trat er bei den Weltmeisterschaften in den USA an und belegte im Finale nach sechs Versuchen den fünften Platz. Auch 2023 trat er in Budapest wieder bei den Weltmeisterschaften an. In der Qualifikation stieß er mit 22,37 m die zweitweiteste Weite seiner Karriere. Damit zog er erneut in das Finale ein. Darin blieb er dann allerdings fast einen Meter hinter seiner Qualifikationsweite zurück und landete auf dem achten Platz.
2024 konnte Romani Ende Januar seinen Titel aus 2022 bei den Hallensüdamerikameisterschaften in Bolivien erfolgreich verteidigen. Gut einen Monat später kam er bei den Hallenweltmeisterschaften in Glasgow auf den siebten Platz.

## Wichtige Wettbewerbe
| Jahr                  | Veranstaltung                   | Ort                   | Platz                 | Disziplin             | Weite                 |
| Startet für Brasilien | Startet für Brasilien           | Startet für Brasilien | Startet für Brasilien | Startet für Brasilien | Startet für Brasilien |
| --------------------- | ------------------------------- | --------------------- | --------------------- | --------------------- | --------------------- |
| 2009                  | U20-Südamerikameisterschaften   | São Paulo             | 2.                    | Kugelstoßen (6 kg)    | 16,99 m               |
| 2010                  | U20-Weltmeisterschaften         | Moncton               | 7.                    | Kugelstoßen (6 kg)    | 18,58 m               |
| 2012                  | U23-Südamerikameisterschaften   | São Paulo             | 1.                    | Kugelstoßen           | 19,93 m               |
| 2013                  | Südamerikameisterschaften       | Cartagena             | 2.                    | Kugelstoßen           | 19,64 m               |
| 2014                  | Südamerikaspiele                | Santiago de Chile     | 2.                    | Kugelstoßen           | 19,96 m               |
| 2015                  | Südamerikameisterschaften       | Lima                  | 2.                    | Kugelstoßen           | 20,32 m               |
| 2015                  | Panamerikanische Spiele         | Toronto               | 6.                    | Kugelstoßen           | 19,74 m               |
| 2015                  | Weltmeisterschaften             | Peking                | 15.                   | Kugelstoßen           | 19,86 m               |
| 2015                  | Militärweltspiele               | Mungyeong             | 1.                    | Kugelstoßen           | 20,08 m               |
| 2016                  | Hallenweltmeisterschaften       | Portland              | 18.                   | Kugelstoßen           | 18,50 m               |
| 2016                  | Olympische Sommerspiele         | Rio de Janeiro        | 5.                    | Kugelstoßen           | 21,02 m               |
| 2017                  | Südamerikameisterschaften       | Asunción              | 1.                    | Kugelstoßen           | 21,02 m               |
| 2017                  | Weltmeisterschaften             | London                | 15.                   | Kugelstoßen           | 20,21 m               |
| 2018                  | Hallenweltmeisterschaften       | Birmingham            | 4.                    | Kugelstoßen           | 21,37 m               |
| 2018                  | Südamerikaspiele                | Cochabamba            | 1.                    | Kugelstoßen           | 21,21 m               |
| 2019                  | Südamerikameisterschaften       | Lima                  | 1.                    | Kugelstoßen           | 21,00 m               |
| 2019                  | Panamerikanische Spiele         | Lima                  | 1.                    | Kugelstoßen           | 22,07 m               |
| 2019                  | Weltmeisterschaften             | Doha                  | 4.                    | Kugelstoßen           | 22,53 m               |
| 2019                  | Militärweltspiele               | Wuhan                 | 1.                    | Kugelstoßen           | 22,36 m               |
| 2021                  | Olympische Sommerspiele         | Tokio                 | 4.                    | Kugelstoßen           | 21,88 m               |
| 2022                  | Hallensüdamerikameisterschaften | Cochabamba            | 1.                    | Kugelstoßen           | 21,71 m               |
| 2022                  | Hallenweltmeisterschaften       | Belgrad               | 1.                    | Kugelstoßen           | 22,53 m               |
| 2022                  | Weltmeisterschaften             | Eugene                | 5.                    | Kugelstoßen           | 21,92 m               |
| 2023                  | Weltmeisterschaften             | Budapest              | 8.                    | Kugelstoßen           | 21,41 m               |
| 2023                  | Panamerikanische Spiele         | Santiago de Chile     | 1.                    | Kugelstoßen           | 21,36 m               |
| 2024                  | Hallensüdamerikameisterschaften | Cochabamba            | 1.                    | Kugelstoßen           | 21,10 m               |
| 2024                  | Hallenweltmeisterschaften       | Glasgow               | 7.                    | Kugelstoßen           | 21,11 m               |

## Persönliche Bestleistungen
Freiluft
- Kugelstoßen: 22,61 m, 30. Juni 2019, Palo Alto, (Südamerikarekord)

Halle
- Kugelstoßen: 22,53 m, 19. März 2022, Belgrad, (Südamerikarekord)

## Sonstiges
Romani ist verheiratet. Mit seiner Frau hat er eine gemeinsame Tochter. Sie leben in Bragança Paulista.